# Melipotis harrisoni
Melipotis harrisoni är en fjärilsart som beskrevs av William Schaus 1923. Melipotis harrisoni ingår i släktet Melipotis och familjen nattflyn. Inga underarter finns listade i Catalogue of Life.